# Lista de presidentes da Câmara Municipal do Porto
Presidentes da Câmara Municipal do Porto desde 1822:
| Presidente                                        | Retrato                 | Início do Mandato       | Fim do Mandato          | Notas |
| Tomás da Silva Ferraz                             |                         | 26 de outubro de 1822   | 4 de junho de 1823      | Presidente do Senado da Câmara Municipal, sendo o primeiro a ser eleito no regime liberal |
| Manuel Nunes Choça do Couto                       |                         | 4 de junho de 1823      | 8 de novembro de 1823   | Juiz de Fora da Câmara Municipal do Porto |
| João Rodrigues de Oliveira Catalão                |                         | 8 de novembro de 1823   | 10 de novembro de 1826  | Juiz de Fora da Câmara Municipal do Porto |
| José Bento da Rocha e Melo                        |                         | 10 de novembro de 1826  | 21 de maio de 1828      | Juiz de Fora da Câmara Municipal do Porto |
| António da Cunha e Vasconcelos                    |                         | 21 de maio de 1828      | 1 de julho de 1828      | Juiz de Fora da Câmara Municipal do Porto |
| José Bento da Rocha e Melo                        |                         | 3 de julho de 1828      | 21 de novembro de 1829  | Juiz de Fora da Câmara Municipal do Porto |
| João Manuel Alexandrino de Vasconcelos            |                         | 21 de novembro de 1829  | 31 de julho de 1830     | Juiz de Fora da Câmara Municipal do Porto |
| Francisco Ribeiro de Figueiredo                   |                         | 31 de julho de 1830     | 11 de julho de 1832     | Juiz de Fora da Câmara Municipal do Porto |
| Arnaldo van Zeller                                |                         | 17 de julho de 1832     | 8 de fevereiro de 1833  | Presidente em exercício da Comissão Interina da Câmara Municipal do Porto |
| José Freire Pimentel de Mesquita e Vasconcelos    |                         | 8 de fevereiro de 1833  | 17 de dezembro de 1833  | Presidente da Comissão Municipal, 1.º visconde de Gouveia |
| António Alexandre Rodrigues de Oliveira           |                         | 17 de dezembro de 1833  | 12 de março de 1834     | Presidente da Comissão Interina da Câmara Municipal do Porto |
| José da Silva Passos                              |                         | 12 de março de 1834     | 14 de abril de 1834     | |
| António Alexandre Rodrigues de Oliveira           |                         | 24 de abril de 1834     | 17 de junho de 1834     | Presidente da Comissão Interina da Câmara Municipal do Porto |
| Vicente Ferreira de Novais                        |                         | 1 de janeiro de 1835    | 29 de agosto de 1835    | |
| João Manuel Teixeira de Carvalho                  |                         | 29 de agosto de 1835    | 30 de dezembro de 1835  | Presidente interino da Câmara Municipal do Porto |
| Francisco da Rocha Soares                         |                         | 30 de dezembro de 1835  | 6 de fevereiro de 1836  | Presidente interino da Câmara Municipal do Porto |
| João José Coelho                                  |                         | 10 de fevereiro de 1836 | 2 de março de 1836      | Presidente interino da Câmara Municipal do Porto |
| Manuel Pereira Guimarães                          |                         | 2 de março de 1836      | 22 de outubro de 1836   | |
| Tadeu António de Faria                            |                         | 22 de outubro de 1836   | 31 de janeiro de 1837   | Presidente interino da Câmara Municipal do Porto |
| Luciano Simões de Carvalho                        |                         | 31 de janeiro de 1837   | 31 de dezembro de 1838  | |
| Miguel Joaquim Gomes Cardoso Júnior               |                         | 1 de janeiro de 1839    | 31 de dezembro de 1839  | |
| Francisco da Rocha Soares                         |                         | 1 de janeiro de 1840    | 8 de agosto de 1840     | |
| José Maria Ribeiro Pereira                        |                         | 12 de agosto de 1840    | 9 de maio de 1841       | Presidente interino da Câmara Municipal do Porto |
| Jerónimo Carneiro Geraldes                        |                         | 13 de dezembro de 1841  | 5 de janeiro de 1842    | Presidente da Comissão Interina da Câmara Municipal do Porto |
| Visconde de Alpendurada                           | Visconde de Alpendurada | 5 de janeiro de 1842    | 27 de maio de 1846      | |
| José da Silva Passos                              |                         | 3 de junho de 1846      | 17 de setembro de 1846  | Presidente da Comissão Interina da Câmara Municipal do Porto |
| José da Silva Passos                              |                         | 17 de setembro de 1846  | 9 de outubro de 1846    | |
| Manuel Joaquim Machado                            |                         | 14 de outubro de 1846   | 3 de julho de 1847      | Presidente interino da Câmara Municipal do Porto |
| Luís Brandão de Melo Cogominho Pereira de Lacerda |                         | 3 de julho de 1847      | 3 de novembro de 1847   | Presidente da Comissão Municipal Interina do Porto, 2.º marquês e 3.º conde de Terena |
| Visconde de Alpendurada                           | Visconde de Alpendurada | 3 de novembro de 1847   | 31 de dezembro de 1849  | |
| Domingos Ribeiro de Faria                         |                         | 2 de janeiro de 1850    | 31 de dezembro de 1851  | |
| Visconde da Trindade                              |                         | 2 de janeiro de 1852    | 31 de dezembro de 1855  | |
| Visconde de Alpendurada                           | Visconde de Alpendurada | 2 de janeiro de 1856    | 25 de janeiro de 1858   | |
| Conde de Lagoaça                                  |                         | 25 de janeiro de 1858   | 11 de março de 1858     | Presidente da Comissão Municipal Interina do Porto |
| Conde de Lagoaça                                  |                         | 11 de março de 1858     | 31 de dezembro de 1865  | |
| Francisco Pinto Bessa                             |                         | 2 de janeiro de 1866    | 17 de julho de 1867     | Presidente interino da Câmara Municipal do Porto |
| Francisco Pinto Bessa                             |                         | 17 de julho de 1867     | 2 de janeiro de 1878    | |
| António Pinto de Magalhães Aguiar                 |                         | 2 de janeiro de 1878    | 18 de agosto de 1878    | Presidente interino da Câmara Municipal do Porto |
| António Pinto de Magalhães Aguiar                 |                         | 18 de agosto de 1878    | 5 de maio de 1881       | |
| José Augusto Correia de Barros                    |                         | 12 de maio de 1881      | 30 de junho de 1881     | Presidente interino da Câmara Municipal do Porto |
| José Augusto Correia de Barros                    |                         | 30 de junho de 1881     | 31 de dezembro de 1886  | |
| José Frutuoso Aires de Gouveia Osório             |                         | 2 de janeiro de 1887    | 23 de agosto de 1887    | Presidente da Comissão Executiva da Câmara Municipal do Porto. Faleceu no exercício do mandato em 23 de Agosto de 1887                                                                           |
| António de Oliveira Monteiro (2 mandatos)         |                         | 8 de setembro de 1887   | 31 de dezembro de 1892  | Vice-Presidente eleito para o triénio 1887-1889. Assume a presidência da Câmara Municipal por falecimento do Presidente José Frutuoso Aires Gouveia. Eleito Presidente para o Triénio 1890-1892. |
| António Ribeiro da Costa e Almeida                |                         | 2 de janeiro de 1893    | 7 de janeiro de 1896    | |
| Venceslau de Sousa Pereira de Lima                | Wenceslau de Lima       | 7 de janeiro de 1896    | 20 de janeiro de 1898   | |
| João Baptista de Lima Júnior                      | Baptista de Lima        | 20 de janeiro de 1898   | 26 de julho de 1900     | |
| Venceslau de Sousa Pereira de Lima                | Wenceslau de Lima       | 26 de julho de 1900     | 31 de dezembro de 1901  | |
| Manuel de Sousa Avides                            | Sousa Avides            | 2 de janeiro de 1902    | 5 de janeiro de 1905    | |
| João Baptista de Lima Júnior                      | Baptista de Lima        | 5 de janeiro de 1905    | 31 de dezembro de 1906  | |
| Jacinto da Silva Pereira Magalhães                |                         | 2 de janeiro de 1907    | 28 de novembro de 1907  | |
| José Nunes da Ponte                               |                         | 14 de dezembro de 1907  | 14 de maio de 1908      | Presidente interino da Câmara Municipal do Porto |
| Cândido Augusto Correia de Pinho                  |                         | 21 de maio de 1908      | 29 de setembro de 1910  | Presidente interino da Câmara Municipal do Porto |
| José Nunes da Ponte                               |                         | 13 de outubro de 1910   | 12 de janeiro de 1911   | |
| Francisco Xavier Esteves                          |                         | 16 de janeiro de 1911   | 19 de março de 1913     | Presidente da Comissão Administrativa da Câmara Municipal do Porto |
| Adriano Augusto Pimenta                           |                         | 20 de março de 1913     | 6 de novembro de 1913   | Presidente da Comissão Administrativa da Câmara Municipal do Porto |
| Manuel de Morais e Costa                          |                         | 13 de novembro de 1913  | 2 de janeiro de 1914    | Presidente interino da Comissão Administrativa da Câmara Municipal do Porto |
| Henrique Pereira de Oliveira                      |                         | 2 de janeiro de 1914    | 22 de abril de 1915     | |
| Francisco Xavier Esteves                          |                         | 22 de abril de 1915     | 16 de maio de 1915      | Presidente da Comissão Administrativa da Câmara Municipal do Porto |
| Henrique Pereira de Oliveira                      |                         | 19 de maio de 1915      | 31 de dezembro de 1917  | |
| Augusto Pereira Nobre                             |                         | 2 de janeiro de 1918    | 16 de janeiro de 1918   | Presidente do Senado da Câmara Municipal do Porto |
| Artur Jorge Guimarães                             |                         | 16 de janeiro de 1918   | 29 de junho de 1918     | Presidente da Comissão Administrativa da Câmara Municipal do Porto |
| Augusto Cupertino de Miranda                      |                         | 29 de junho de 1918     | 15 de agosto de 1918    | Presidente da Comissão Administrativa da Câmara Municipal do Porto |
|                                                   |                         |                         |                         | |
| José Nunes da Ponte                               |                         | 15 de agosto de 1918    | 3 de outubro de 1918    | |
| José Alves Bonifácio                              |                         | 3 de outubro de 1918    | 24 de janeiro de 1919   | Presidente interino da Comissão Administrativa da Câmara Municipal do Porto |
| José Alves Bonifácio                              |                         | 24 de janeiro de 1919   | 15 de fevereiro de 1919 | Presidente da Comissão Administrativa nomeada pela Junta Monárquica do Norte |
| Armando Manuel Marques Guedes                     |                         | 15 de fevereiro de 1919 | 25 de agosto de 1919    | Presidente da Comissão Administrativa da Câmara Municipal do Porto |
| José Gonçalves Barbosa de Castro Júnior           |                         | 25 de agosto de 1919    | 8 de outubro de 1920    | Presidente da Comissão Administrativa da Câmara Municipal do Porto |
| Eduardo Ferreira dos Santos Silva                 |                         | 8 de outubro de 1920    | 19 de agosto de 1921    | Presidente do Senado da Câmara Municipal do Porto |
| António Joaquim de Sousa Júnior                   |                         | 14 de outubro de 1921   | 22 de outubro de 1924   | Presidente do Senado da Câmara Municipal do Porto |
| José Pereira da Silva                             |                         | 2 de janeiro de 1925    | 12 de março de 1925     | |
| António Joaquim de Sousa Júnior                   |                         | 12 de março de 1925     | 31 de dezembro de 1925  | Presidente do Senado da Câmara Municipal do Porto |
| Alberto de Aguiar                                 |                         | 2 de janeiro de 1926    | 30 de junho de 1926     | Presidente do Senado da Câmara Municipal do Porto |
| Raul de Andrade Peres                             |                         | 7 de julho de 1926      | 28 de fevereiro de 1930 | Presidente da Comissão Administrativa Militar da Câmara Municipal do Porto |
| Augusto de Sousa Rosa                             |                         | 28 de fevereiro de 1930 | 8 de junho de 1933      | Presidente da Comissão Administrativa Militar da Câmara Municipal do Porto |
| José Alfredo Mendes de Magalhães                  |                         | 8 de junho de 1933      | 23 de maio de 1936      | Presidente da Comissão Administrativa da Câmara Municipal do Porto |
| António Mendes Correia                            |                         | 23 de maio de 1936      | 13 de agosto de 1942    | |
| João de Espregueira Mendes                        |                         | 13 de agosto de 1942    | 12 de novembro de 1942  | Presidente interino da Câmara Municipal do Porto |
| Albano do Carmo Rodrigues Sarmento                |                         | 12 de novembro de 1942  | 15 de setembro de 1944  | Nomeado subsecretário de Estado do Comércio e da Indústria em 1944 |
| Jorge de Viterbo Ferreira                         |                         | 15 de Setembro de 1944  | 8 de março de 1945      | Presidente substituto da Câmara Municipal do Porto |
| Luís José de Pina Guimarães                       |                         | 8 de março de 1945      | 8 de novembro de 1949   | |
| Francisco Nicolau de Sousa Dias Goulão            |                         | 8 de novembro de 1949   | 13 de dezembro de 1949  | Presidente interino da Câmara Municipal do Porto |
| Lucínio Gonçalves Presa                           |                         | 13 de dezembro de 1949  | 10 de fevereiro de 1953 | |
| António de Oliveira Cálem                         |                         | 10 de fevereiro de 1953 | 10 de março de 1953     | Presidente interino da Câmara Municipal do Porto |
| José Albino Machado Vaz                           |                         | 10 de março de 1953     | 22 de maio de 1962      | |
| Nuno Maria de Figueiredo Cabral Pinheiro Torres   |                         | 25 de maio de 1962      | 6 de março de 1969      | Faleceu a 6 de março de 1969 |
| António Fontes Veiga de Faria                     |                         | 6 de março de 1969      | 21 de maio de 1969      | Presidente interino da Câmara Municipal do Porto |
| Nuno Henrique Macieira de Vasconcelos Porto       |                         | 21 de maio de 1969      | 25 de maio de 1974      | |
| Artur Vieira de Andrade                           |                         | 3 de outubro de 1974    | 28 de maio de 1975      | Presidente da Comissão Administrativa da Câmara Municipal do Porto |
| Boaventura José Martins Ferreira                  |                         | 23 de maio de 1975      | 15 de setembro de 1975  | Presidente da Comissão Administrativa Militar da Câmara Municipal do Porto |
| Rogério Manuel de Castro Tavares                  |                         | 15 de setembro de 1975  | 3 de janeiro de 1977    | Presidente da Comissão Administrativa da Câmara Municipal do Porto |

Legenda de cores
| #    | Presidente da Câmara Municipal (Nascimento–Morte) | Retrato | Início do mandato     | Fim do mandato         | Eleições | Partido | Partido                                         |
| ---- | ------------------------------------------------- | ------- | --------------------- | ---------------------- | -------- | ------- | ----------------------------------------------- |
|      | Aureliano Capelo Pires Veloso (1924–2019)         |         | 3 de janeiro de 1977  | 11 de janeiro de 1980  | 1976     |         | Socialista                                      |
|      | Alfredo Ângelo Coelho de Magalhães (1919–1988)    |         | 11 de janeiro de 1980 | 14 de janeiro de 1983  | 1979     |         | Aliança Democrática (Coligação PPD/PSD-CDS-PPM) |
|      | António Guilherme Paulo Vallada (1924–2006)       |         | 14 de janeiro de 1983 | 31 de dezembro de 1985 | 1982     |         | Aliança Democrática (Coligação PPD/PSD-CDS-PPM) |
|      | Fernando Soares Cabral Monteiro (1928–2008)       |         | 1 de janeiro de 1986  | 29 de janeiro de 1990  | 1985     |         | Social Democrata                                |
|      | Fernando Manuel dos Santos Gomes (1946–)          |         | 29 de janeiro de 1990 | 25 de outubro de 1999  | 1989     |         | Socialista                                      |
| 1993 | Fernando Manuel dos Santos Gomes (1946–)          |         | 29 de janeiro de 1990 | 25 de outubro de 1999  |          |         | Socialista                                      |
| 1997 | Fernando Manuel dos Santos Gomes (1946–)          |         | 29 de janeiro de 1990 | 25 de outubro de 1999  |          |         | Socialista                                      |
|      | Nuno Magalhães da Silva Cardoso (1961–)           |         | 26 de outubro de 1999 | 8 de janeiro de 2002   | ——       |         | Socialista                                      |
|      | Rui Fernando da Silva Rio (1957–)                 |         | 8 de janeiro de 2002  | 22 de outubro de 2013  | 2001     |         | Social Democrata (Coligação PPD/PSD-CDS-PP)     |
| 2005 | Rui Fernando da Silva Rio (1957–)                 |         | 8 de janeiro de 2002  | 22 de outubro de 2013  |          |         | Social Democrata (Coligação PPD/PSD-CDS-PP)     |
| 2009 | Rui Fernando da Silva Rio (1957–)                 |         | 8 de janeiro de 2002  | 22 de outubro de 2013  |          |         | Social Democrata (Coligação PPD/PSD-CDS-PP)     |
|      | Rui de Carvalho de Araújo Moreira (1956–)         |         | 22 de outubro de 2013 | presente               | 2013     |         | Independente                                    |
| 2017 | Rui de Carvalho de Araújo Moreira (1956–)         |         | 22 de outubro de 2013 | presente               |          |         | Independente                                    |
| 2021 | Rui de Carvalho de Araújo Moreira (1956–)         |         | 22 de outubro de 2013 | presente               |          |         | Independente                                    |